# Be Your Own Pet
Pour leur premier album, voir Be Your Own Pet (album).
Be Your Own Pet, également abrégé BYOP, est un groupe de punk rock américain, originaire de Nashville, dans le Tennessee. Quatuor furieux mené par Jemina Pearl, ils sont souvent comparés aux Yeah Yeah Yeahs. Leur texte aborde les thèmes de la vie adolescente (difficulté d'aller voir des films d'horreur et des concerts de punk quand on n'a pas l’âge légal, ...), la moyenne d'âge de ce groupe étant de moins de 20 ans.
Le 1er août 2008 le groupe se sépare après une ultime tournée anglaise et seulement une date à la suite de la sortie de leur deuxième album.

## Biographie
Le groupe est signé au label XL Recordings au Royaume-Uni en 2005 puis au label de Thurston Moore, Ecstatic Peace, aux États-Unis. Be Your Own Pet commence sa carrière avec la sortie de singles et EP au label Infinity Cat Records. Chaque membre de Be Your Own Pet s'implique dans des projets musicaux parallèles. Jonas Stein et John Eatherly jouaient dans un groupe appelé Turbo Fruits, avec leur ami Max Peebles. Leur premier album est publié en 2006 au Royaume-Uni, et ils jouent aux the Reading and Leeds Festivals en été 2006. L'ancien membre Jamin Orrall jouera dans JEFF the Brotherhood, avec son frère Jake Orrall qui ne sera jamais membre de Be Your Own Pet.
Le 1er août 2008, le groupe annonce une dernière tournée en Angleterre, puis sa séparation. Ils jouent aux Dingwalls et Liverpool Carling Academy Their final show as a band was at Dingwalls in London in  August 2008.
Après la séparation du groupe, Jemina Pearl publie son premier album, Break It Up le 6 octobre 2009 chez Ecstatic Peace Records. En 2012, elle joue à Nashville dans un autre groupe de garage punk appelé The Ultras S/C, avec Ben Swanket Chet Weise. John Eatherly sera batteur des Virgins, et dans des groupes avec Smith Westerns, et Emma Louise.
Après leurs retrouvailles en mars 2022, le groupe a annoncé son premier nouvel album depuis 2008. Il s'appelle "Mommy" et il sort le 25 août 2023 via Third Man Records. En plus du single "Hand Grenade" précédemment publié, l'album contient "Worship the Whip", qui arrive avec une vidéo réalisée par Jordan William.

## Membres

### Derniers membres
- Jemina Pearl Abegg – chant
- Nathan Vasquez – basse
- Jonas Stein – guitare
- John Eatherly - batterie

### Anciens membres
- Jamin Orrall - batterie
- Jake Orrall - guitare

## Discographie

### Albums studio
- 2006 : Be Your Own Pet
- 2008 : Get Awkward
- 2023 : Mommy